# Конвой «Вевак № 10»
Конвой «Вевак № 10» — японський конвой часів Другої світової війни, проведення якого відбувалось у вересні — жовтні 1943-го.
Пунктом призначення конвою був Вевак на північному узбережжі Нової Гвінеї, де розміщувався головний японський гарнізон на цьому острові. Вихідним пунктом став Палау — важливий транспортний хаб на заході Каролінських островів.
До складу конвою, який 24 вересня рушив з Палау, увійшли транспорти «Бенгал-Мару», «Ямагата-Мару» і «Мая-Мару» (Maya Maru), тоді як охорону забезпечували мінний загороджувач «Ширатака» та мисливець за підводними човнами CH-34.
27 вересня «Вевак № 10» узяли під охорону мисливці за підводними човнами CH-26 та CH-32, які повертались із конвоєм «Вевак № 9», тоді як «Ширатака» та CH-34 приєднались до останнього та повели його на Палау.
28 вересня «Вевак № 10» досягнув пункту призначення, швидко розвантажився і вже 28 вересня рушив назад. Хоча Вевак регулярно піддавали авіаційним бомбардуванням, а поблизу Палау чергували американські підводні човни, конвой пройшов без втрат та 4 жовтня повернувся на Палау.